# Săsar (rivière)
La Săsar est une rivière roumaine de 32 km de long qui coule dans le Județ de Maramureș. Elle traverse la ville de Baia Mare. Elle est un affluent de la Lăpuș et donc un sous-affluent du Danube par le Someș et la Tisza.